# Edgardo Adinolfi
Pour les articles homonymes, voir Adinolfi.
Edgardo Alberto Adinolfi Duarte, né le 27 mars 1974 à Montevideo, est un footballeur international uruguayen évoluant au poste de défenseur. Dans le milieu footballistique, il est connu sous le nom d'Edgardo Adinolfi.
Sa carrière se déroule de la saison 1991-1992 à la saison 2004-2005 et il évolue quasi exclusivement dans les championnats de première division de son pays natal et d'Argentine. Entre 1994 et 1997, il est appelé à 18 reprises en sélection nationale et glane le titre de champion d'Amérique du Sud en 1995.

## Palmarès
| Compétitions internationales          | Compétitions nationales                            |
| - Copa América (1) - Vainqueur : 1995 | - Championnat d'Uruguay (1) - Vice-champion : 1997 |